# بزرگ‌ترین (فیلم ۲۰۰۹)
بزرگ‌ترین (به انگلیسی: The Greatest) فیلمی تلویزیونی محصول سال ۲۰۰۹ و به کارگردانی شانا فست است. در این فیلم بازیگرانی همچون پیرس برازنان، سوزان ساراندون، کری مولیگان و مایکل شنون ایفای نقش کرده‌اند.